# Isolement d'un solide

Schéma isolant un solide afin de percevoir l'ensemble des forces qui s'exercent dessus.

Pour les articles homonymes, voir DCL.
En mécanique, l'isolement d'un solide est le fait de représenter un objet seul avec les forces extérieures s'exerçant sur lui. On utilise parfois le terme diagramme du corps libre (DCL). Son utilisation peut faciliter la résolution de problèmes mécanique. Il permet de modéliser les actions mécaniques statique ou dynamique, et donc de déterminer les actions mécaniques inconnues.
Notons que l'isolement d'un solide est applicable à des problèmes :
- dans un référentiel à deux ou trois dimensions,
- dans un système statique ou dynamique,
- de mécanique des fluides ou de mécanique des solides.

Au sens strict, on ne représente que le solide seul et aucun élément de son environnement, auquel on ajoute les vecteurs force ou moment extérieurs agissant. Cependant, pour faciliter la compréhension d'actions de contact, il peut arriver que l'on représente des éléments des solides en contact.